# 东洋共产联团
东洋共产联团（越南语：／?），又称印度支那共产主义联盟，是法属印度支那的一个共产主义政党。1930年1月1日，新越革命党改组为东洋共产联团，总部设在河静省。1930年2月24日，该党并入越南共产党（同年10月，改名为印度支那共产党）。